# 雷·唐尼
雷·唐尼（英語：Ray Downey，1968年9月23日—），加拿大男子拳击运动员。他曾代表加拿大参加1988年和1992年夏季奥林匹克运动会拳击比赛，其中1988年奥运会获得一枚铜牌。